# Guerra ruso-turca (1877-1878)
La guerra ruso-turca de 1877-1878, también conocida como la guerra de Oriente, tuvo sus orígenes en el objetivo del Imperio ruso de conseguir acceso al mar Mediterráneo y liberar del dominio otomano a los pueblos eslavos de los Balcanes. Las naciones balcánicas liberadas indirectamente por la acción rusa tras casi cuatrocientos años de dominación turca aún consideran esta guerra como el segundo comienzo de su nacionalidad. De ahí los títulos alternativos agregados a ella en las historiografías nacionalistas del siglo XX, tales como la guerra rumana de independencia o la guerra búlgara de independencia.

## Estalla la guerra: fuentes balcánicas y maniobra rusa
En Bosnia y Herzegovina se inició una sublevación antiotomana durante el verano de 1875, debido principalmente a la fuerte carga tributaria impuesta por la financieramente incapaz administración turca del sultán Abdul Hamid II, cuyos administradores provinciales tenían gran fama de corrompidos e ineficientes. Pese a una ligera reducción en los tributos, el alzamiento bosnio continuó hasta finales de 1875 y finalmente desembocó en el alzamiento búlgaro de abril de 1876. La tensión en Bosnia y el apoyo ruso a los reclamos balcánicos alentaron a los principados de Serbia y Montenegro a declarar la guerra al Imperio otomano, al cual pertenecían nominalmente. La guerra despertó los intereses imperialistas de dos grandes potencias: Rusia (cuya política exterior dirigía el príncipe Gorchakov) y el Imperio austrohúngaro (cuyo ministro de Asuntos Exteriores era el conde Andrássy), que firmaron el acuerdo secreto de Reichstadt el 8 de julio de 1876, por el cual se repartían los Balcanes dependiendo del resultado de la probable guerra contra los turcos.
En agosto de 1876 las tropas serbias fueron derrotadas por el Ejército otomano, que gozaba de superioridad numérica, lo cual era el peor de los resultados para rusos y austríacos, que de esta manera no podían reclamar ningún territorio a los otomanos. No obstante, las atrocidades cometidas por tropas turcas contra la población civil durante la guerra y el alzamiento de abril en Bulgaria tuvieron un amplio eco por toda Europa, a diferencia de las cometidas por los rebeldes búlgaros contra la población musulmana de la región. Como resultado, la Conferencia de Constantinopla se celebró en diciembre de 1876. En esta conferencia, en la cual no hubo representación otomana, las grandes potencias debatieron las fronteras de las futuras provincias autónomas búlgaras dentro del Imperio otomano, entre otras reformas.

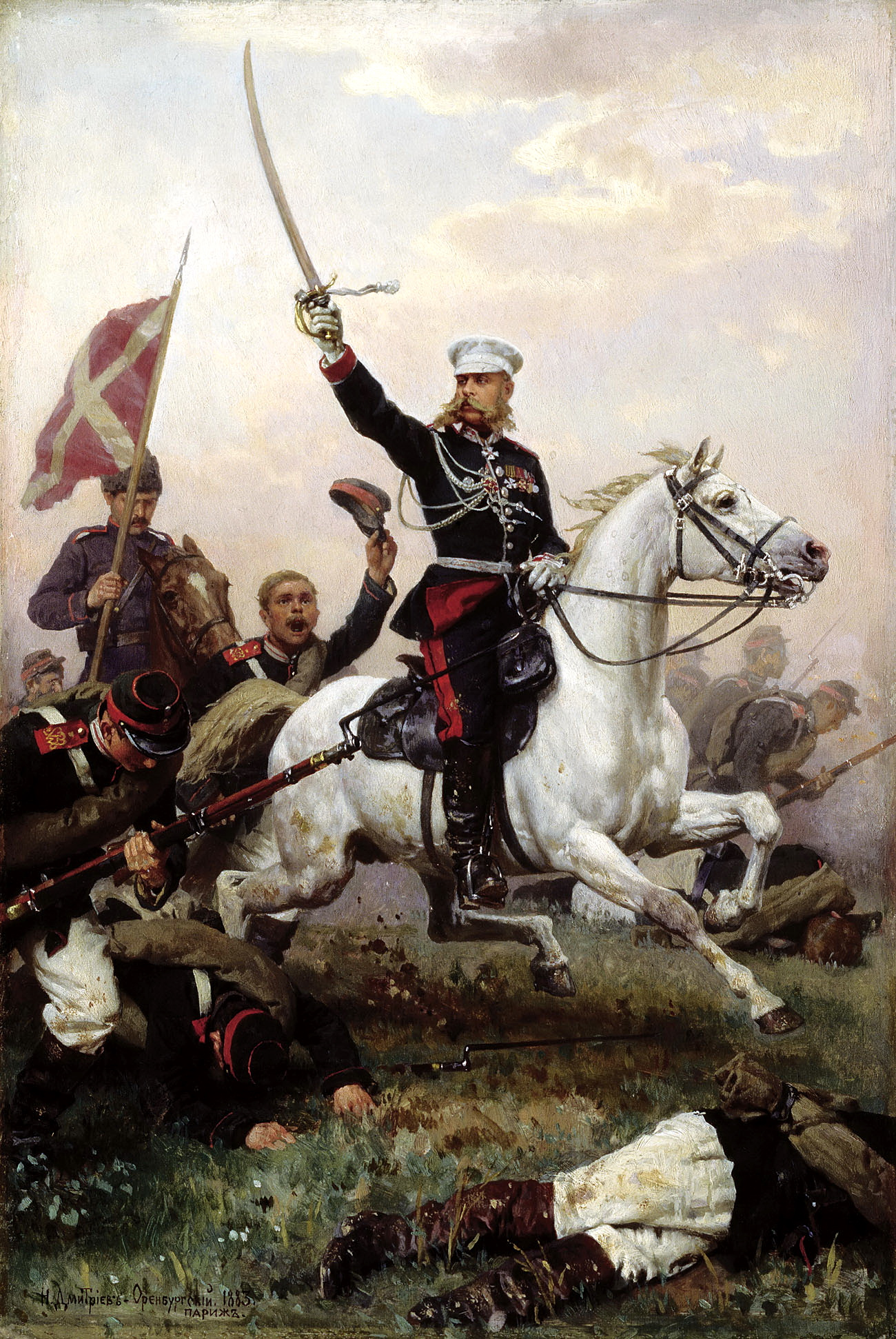
Mijaíl Skobelev. Obra de Nikolái Dmítriev-Orenburgski.

La Conferencia fue interrumpida cuando el canciller otomano informó a los delegados extranjeros que el Imperio otomano había aprobado una nueva Constitución que garantizaba los derechos y libertades de toda minoría étnica y que los búlgaros disfrutarían de iguales derechos que los turcos. Pese a ello, Rusia siguió siendo hostil hacia el Imperio otomano, postulando que la constitución era solo una solución parcial a las verdaderas reclamaciones de los búlgaros. A través de negociaciones diplomáticas, los rusos aseguraron la inacción de Austria-Hungría en futuras operaciones militares. Las restantes potencias estaban paralizadas por el fuerte apoyo de la opinión pública europea a la idea de la independencia búlgara, por su incredulidad en las intenciones expansionistas de Rusia y por otros problemas internos. Si bien el Reino Unido y Francia no veían con buenos ojos el expansionismo ruso en los Balcanes, rehusaron intervenir en favor de los otomanos: las crisis políticas internas disuadían a París de intervenir en un territorio lejano a sus intereses, mientras que Londres, aunque alarmada por el expansionismo ruso, declinaba repetir la sangrienta experiencia de la guerra de Crimea. Las repetidas negativas otomanas a aceptar las exigencias de las potencias precipitó el estallido de la guerra ruso-otomana.

## Prosecución: la "lucha del tuerto y el ciego"
Rusia declaró la guerra al Imperio otomano el 24 de abril de 1877. Algunos cronistas de la época describieron esta guerra como «una lucha entre el tuerto y el ciego» debido a los muchos errores de estrategia y juicio cometidos por los jefes de las tropas de ambos bandos, aunque la ignorancia táctica entre altos mandos militares era un problema común durante las guerras de esa época desde la guerra de Crimea hasta la de guerra de los bóeres.

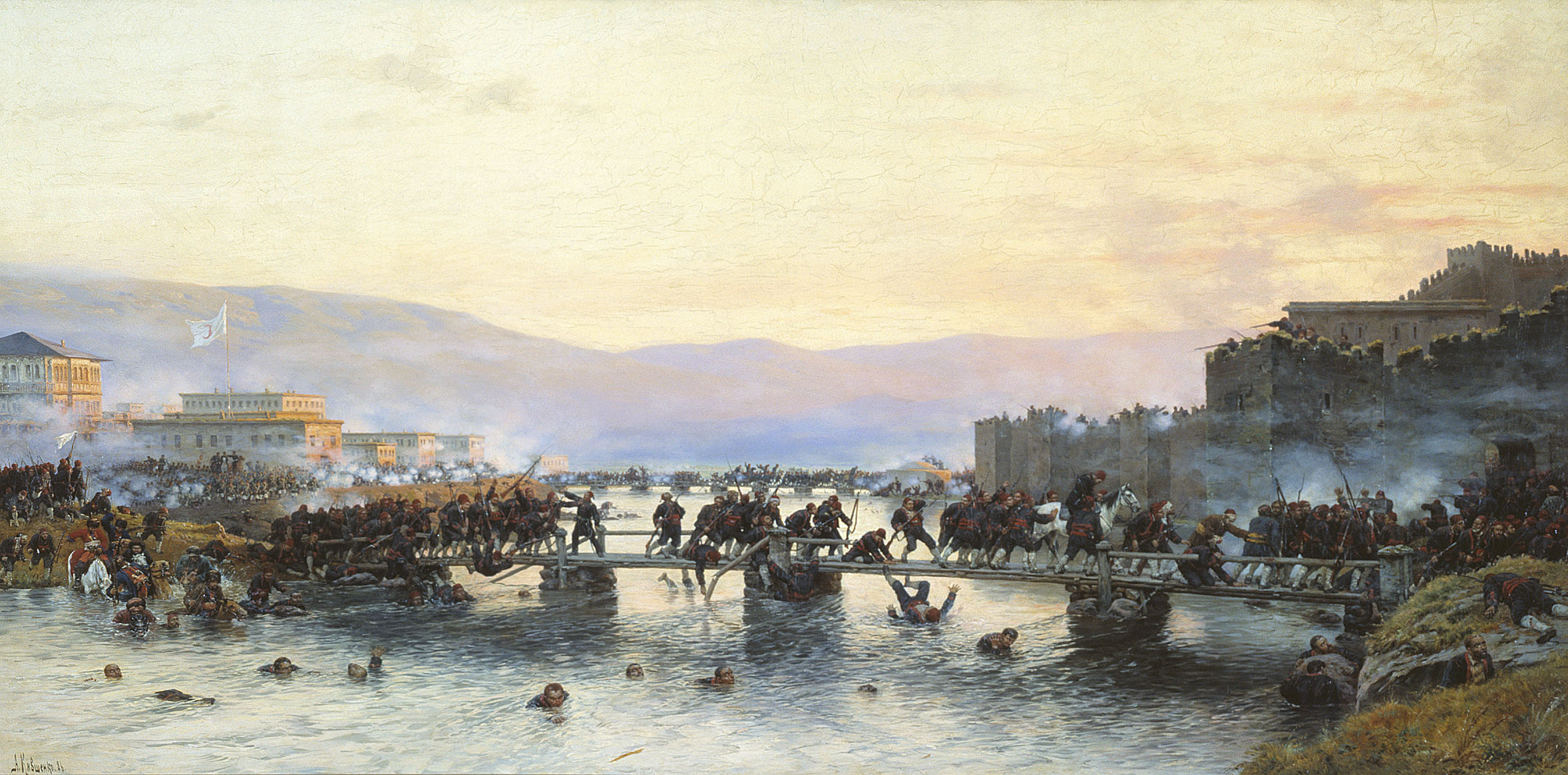
La toma de la fortaleza Ardahan por los rusos el 5 de mayo de 1877. Obra de Alekséi Danilovich Kivshenko.

Sobre el papel, el resultado de la guerra era incierto. Rusia tenía capacidad para movilizar en caso de guerra un ejército imperial más numeroso que el de su rival, pudiendo contar con hasta doscientos mil hombres, mientras que el Imperio otomano mantenía unos ciento sesenta mil soldados en sus guarniciones de los Balcanes. 
Los turcos tenían la ventaja de las fortificaciones y del control total del mar Negro, además de contar con barcos patrulleros en el Danubio. Sin embargo, la capacidad militar turca puede considerarse en realidad un 25 % de lo expuesto por las cifras, debido al deficiente adiestramiento de muchas tropas y la mala organización logística para el suministro de armamentos y transportes. Por añadidura, los jefes militares otomanos carecían de cualquier indicio sobre los planes rusos e hicieron muy pocos intentos por predecir las acciones del enemigo y contrarrestarlas, prefiriendo mantener sus tropas encerradas tras las fortificaciones del mar Negro, esperando hasta que las fuerzas rusas atacaran por esos parajes.
El alto mando militar otomano en Estambul había subestimado la capacidad rusa para movilizarse, y el Estado Mayor otomano presumía que los soldados rusos serían demasiado perezosos para marchar a lo largo del Danubio y cruzarlo en Rumanía, lejos del delta, y que preferirían el camino corto de avanzar por la costa del mar Negro, precisamente donde estaban las fortalezas turcas más fuertes, bien abastecidas y guarnecidas, mientras que solo existía una posición correctamente fortificada a lo largo de la parte interior del Danubio, la de Vidin, a 450 kilómetros del mar Negro, y que estaba guarnecida apenas por tropas mandadas por Osman Bajá que acababan de sofocar la reciente revuelta serbia contra los otomanos.

## Curso de la guerra

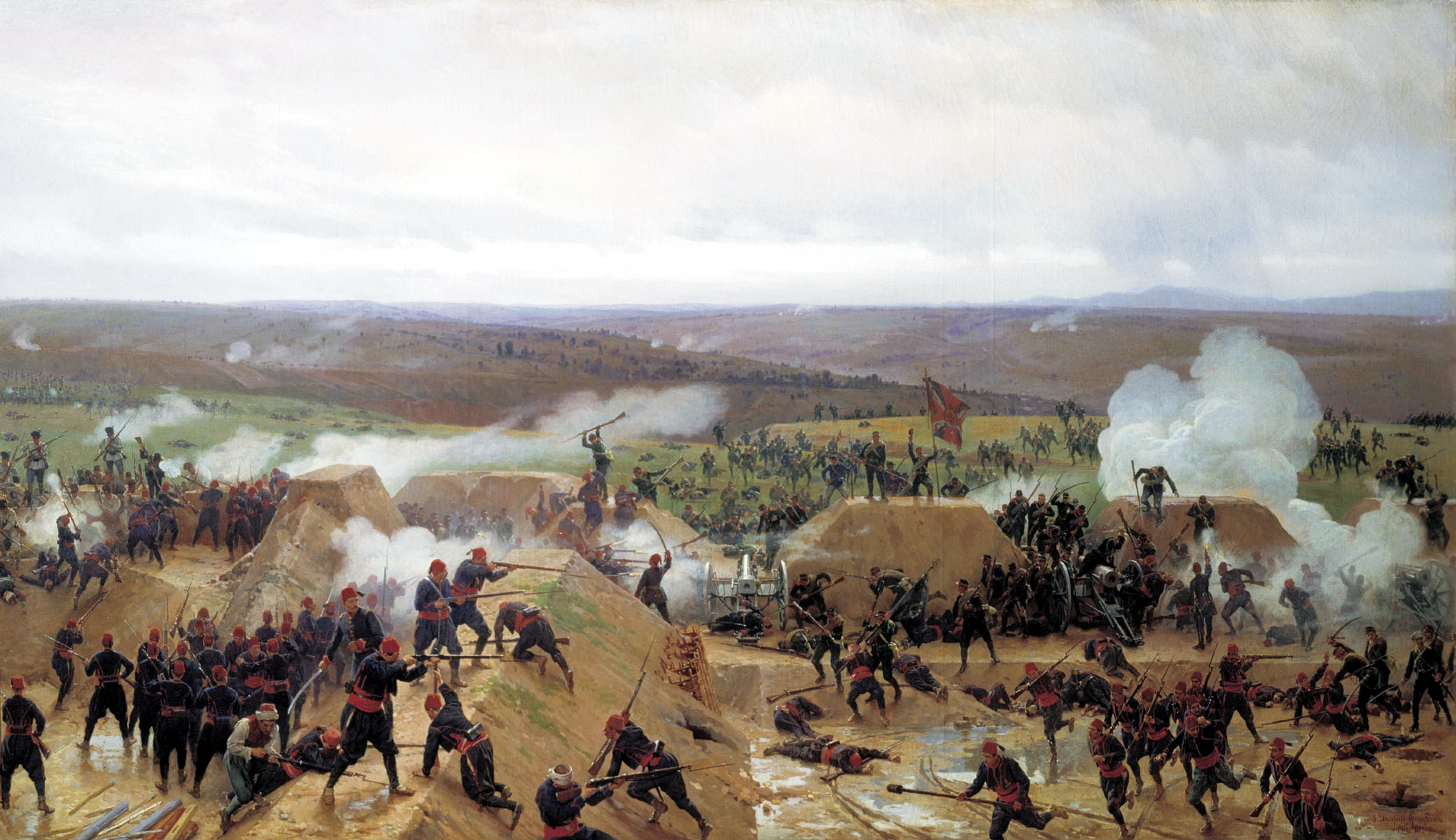
Toma de los reductos de Grivitsa por el ejército ruso. Obra de Nikolái Dmítriev-Orenburgski.

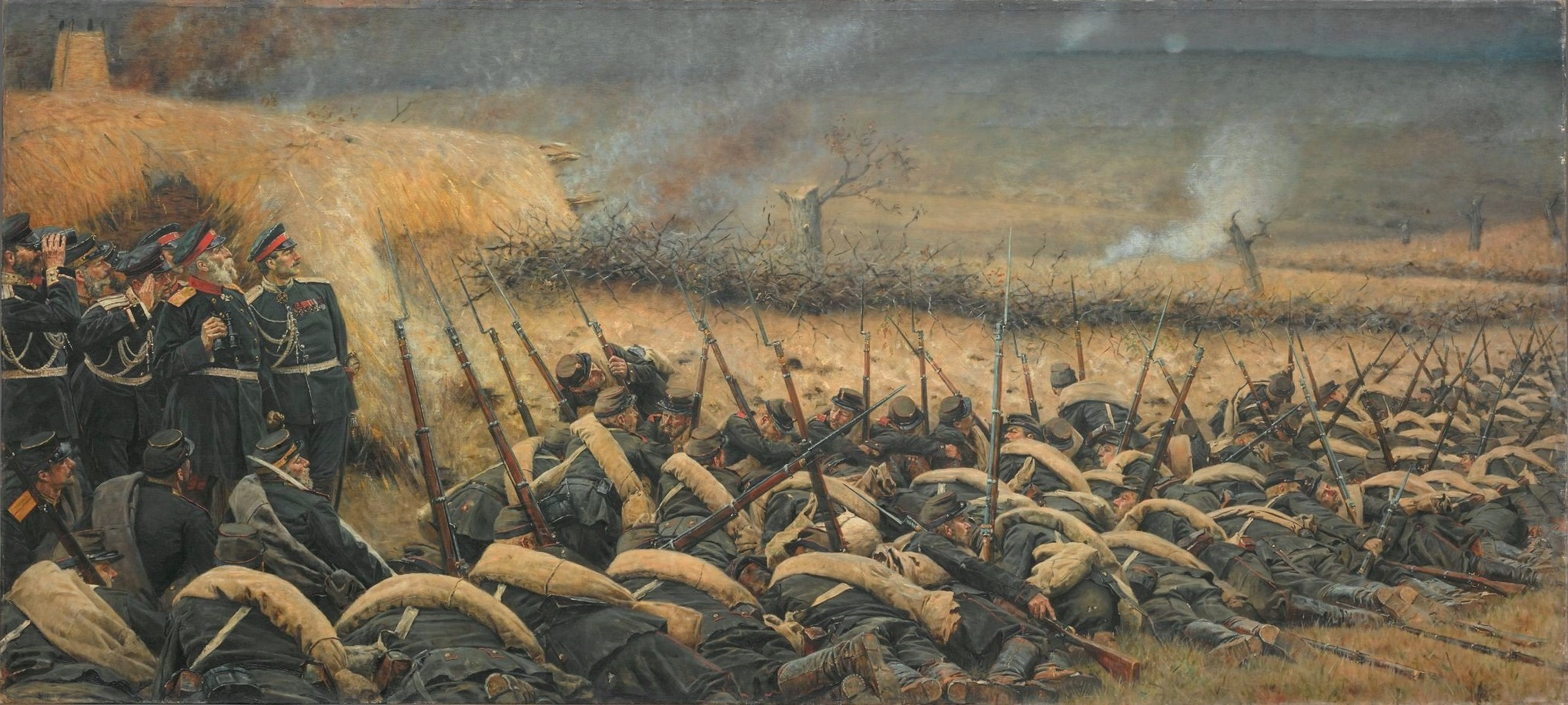
Preparación de un asalto por parte de los rusos en el sitio de Pleven. Obra de Vasili Vereshchaguin.

Al estallar la guerra, Rusia destruyó todas las embarcaciones otomanas del Danubio, asegurando su paso en cualquier punto, pero esto no generó una reacción enérgica del mando otomano. En junio, una unidad rusa pequeña pasó el Danubio cercano al delta, en Galați, en suelo rumano y marchó hacia la localidad búlgara de Ruse. Esto dio mayor confianza a los generales turcos de que la principal fuerza rusa cruzaría a la mitad del reducto turco y no en el extremo occidental. 
En julio, los rusos construyeron un puente a través del Danubio, en Svishtov (a doscientos cincuenta kilómetros del mar Negro), y lo cruzaron. No había tropas turcas significativas en la zona. Seguidamente, los rusos aceleraron el ritmo de su avance hacia el sur y se apoderaron del puerto de Shipka, cuya posesión les franqueó el acceso a los territorios búlgaros meridionales.
El mando en Estambul ordenó a Osman Bajá marchar en esa dirección y proteger la fortaleza de Nikópol. De camino a Nikópol, Osman Bajá se enteró de que los rusos ya la habían tomado, así que se dirigió a Pleven. Menos de veinticuatro horas después de que Osman Bajá fortificara Pleven, numerosas fuerzas rusas al mando del carismático «General Blanco» Mijaíl Skóbelev atacaron la ciudad. Osman Bajá organizó una defensa brillante y repelió dos ataques rusos, pero con pérdidas enormes del lado turco. Para entonces, ambos bandos tenían la misma cantidad de elementos y el Ejército ruso se sentía desanimado. La mayoría de los analistas coinciden en que un contraataque habría permitido a los turcos hacerse con el control y destruir el puente. Sin embargo, Osman Bajá tenía la orden de mantenerse en el fuerte de Pleven, así que allí se quedó. El asedio de la plaza, única manera que los rusos tuvieron de rendirla tras fracasar en los sucesivos asaltos, detuvo su avance hacia el sur durante todo el verano.

### Asedio de Pleven

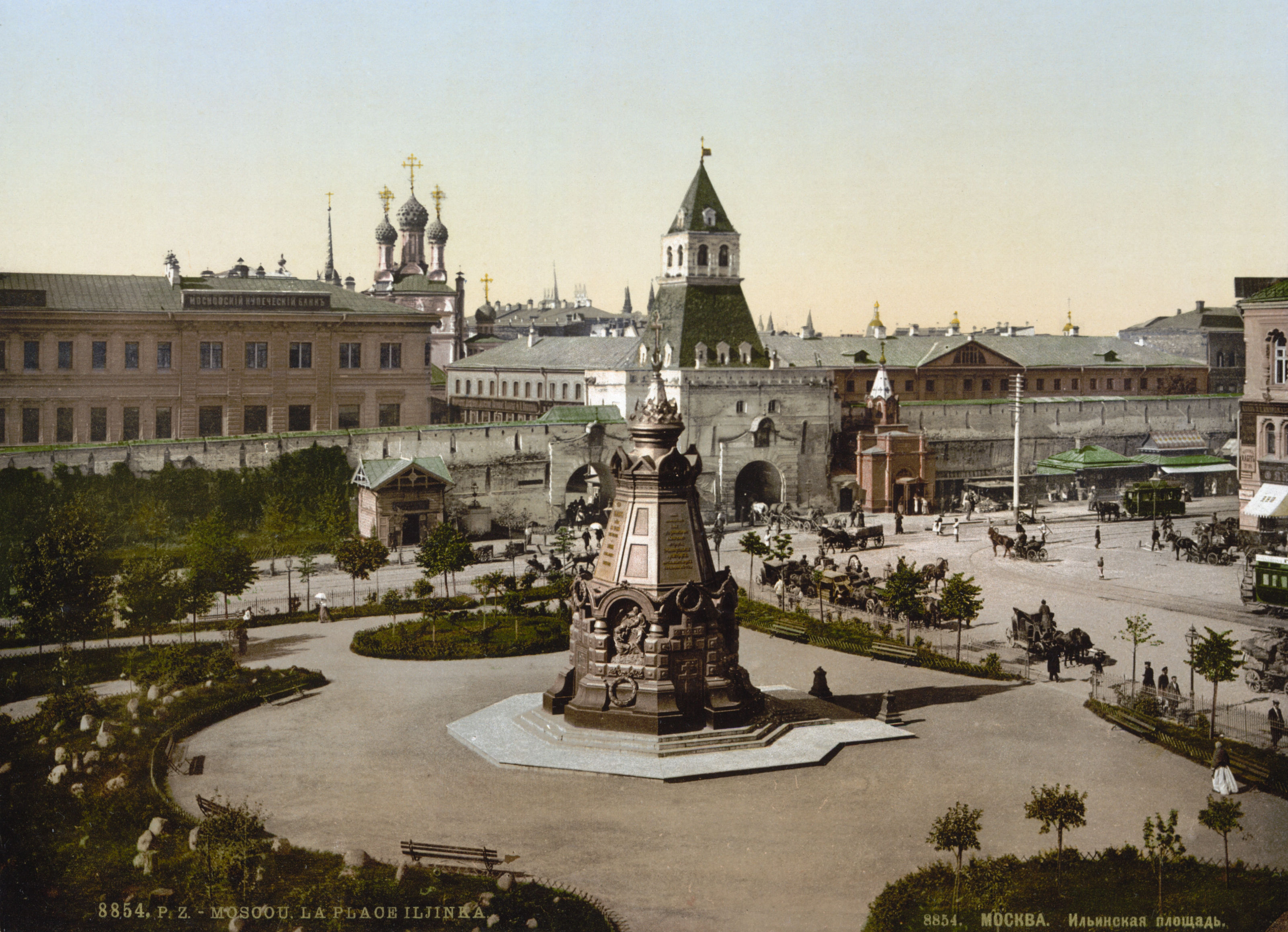
Monumento a la batalla de Plevna cerca de las murallas de Kitái-Górod, Moscú.

Rusia no tenía más tropas que atacaran Pleven, así que la sitiaron, pidiendo a los rumanos que apoyaran con tropas, pese a haber rechazado previamente la colaboración de los territorios balcánicos. Poco después, las fuerzas rumanas cruzaron el Danubio y se unieron al sitio. El 16 de agosto, en Gorni-Studen, los ejércitos alrededor de Pleven (renombrados como los Ejércitos del Oeste) quedaron a las órdenes del príncipe rumano Carlos I, asesorado por el general ruso Pável Dmítrievich Zótov y el general rumano Alexandru Cernat. Los rumanos lucharon valientemente para conquistar los reductos de Grivitza alrededor de Pleven, y lo mantuvieron en su poder hasta el final del asedio. El sitio de Pleven duró de julio a diciembre de 1877, cuando concluyó después de que los Ejércitos del Oeste cortaran todas las rutas de suministro hacia la fortaleza. En agosto y septiembre los sitiadores vencieron a las unidades otomanas que trataron de socorrer a los cercados. A fines de noviembre, las fuerzas otomanas intentaron romper con el sitio en dirección de Opanets, en el sector defendido por las tropas rumanas. El intento falló y el 28 de noviembre, el herido comandante Osmán Bajá fue capturado. Entregó su espada al coronel rumano Mihail Christodulo Cerchez. El 10 de diciembre la plaza por fin capituló, por hambre.
Los rusos, bajo el mariscal de campo Gurko, se apoderaron de los pasos de la montaña Stara Planina, que eran cruciales para maniobrar. Después, ambos bandos libraron las batallas del Paso de Shipka. Gurko realizó varios ataques a esta zona y finalmente consiguió asegurarla. Las tropas turcas intentaron recuperar esta ruta, para reforzar a Osman Bajá en Pleven, pero fallaron. A la postre, Gurko dirigió una ofensiva final que aplastó a los turcos alrededor del paso de Shipka. La ofensiva turca en el paso de Shipka es considerada uno de los peores errores de la guerra, dado que los demás pasos estaban casi sin protección. Para entonces, un gran número de soldados turcos se mantuvieron fortificados a lo largo de la costa del mar Negro e intervinieron en muy pocas operaciones.

### Avances serbios

Principales operaciones de la contienda.

El 15 de diciembre, los ejércitos serbios volvieron a entrar en combate, cruzando la frontera otomana en dos direcciones: hacia Niš y hacia Pirot y Sofía, con el fin de impedir el socorro a la primera ciudad. La conquista de Sofía se dejó a cargo de las unidades rusas. Al tiempo que los serbios cercaban Niš, enviaron también un destacamento al valle de Toplica, para evitar que los otomanos pudiesen acudir en auxilio de la plaza desde Kosovo. El día 18 los serbios ocuparon Prokuplje, de la que huyó la población musulmana. Parte de los huidos regresó luego, pero otra parte siguió camino de Kuršumlija, hacia la que también se dirigían las fuerzas serbias. La zona se volvió campo de combate cuando los otomanos trataron infructuosamente de avanzar por ella hacia Niš. Otra columna serbia penetró en el valle del Morava meridional, en dirección a Leskovac; nuevamente, la noticia del avance serbio desencadenó la huida del grueso de la población musulmana, que marchó hacia Vranje y Skopie y se apoderó para ello de carros y bueyes de sus vecinos serbios. En el sureste, los serbios se apoderaron de Pirot.
El 10 de enero de 1878, Niš capituló. Parte de la población musulmana abandonó la ciudad y marchó a Pristina, Prizren, Skopie y Salónica. Como en otras localidades, los que se quedaron eran pobres, que tuvieron que ser socorridos por las nuevas autoridades serbias. Las fuerzas que habían conquistado Niš se dividieron a continuación en dos: una columna marchó hacia el sudoeste a lo largo de varios ríos afluentes del Morava meridional, mientras que otra se dirigió al sur, con el objetivo de adueñarse de Vranje antes de penetrar, como la otra, en Kosovo. Los dos territorios contaban con gran población albanesa, que se resistió a la conquista. La resistencia albanesa frenó el empuje serbio, y las unidades del principado no lograron penetrar en Kosovo antes de que se proclamase el armisticio. La columna meridional logró abrirse paso por los desfiladeros de Grdelica y Veternica y conquistar Vranje, donde se desataron disturbios entre serbios y albaneses. Seguidamente viró al oeste, en dirección a Pristina, a cuyos alrededores llegó cuando se declaró el armisticio. A diferencia de los habitantes de Vranje, los albaneses de la comarca de Pristina no participaron en los combates con el ejército serbio. Tras la conquista, la administración serbia en general fomentó la emigración de los musulmanes, el grueso de los cuales, no obstante, había abandonado el territorio ya durante la guerra. Los otomanos asentaron a la mayoría de los refugiados albaneses en la nueva frontera, en el norte de Kosovo, en zonas abandonadas durante el conflicto por serbios que habían emigrado al principado en 1876; el reasentamiento no fue fácil y suscitó tensiones con la comunidad musulmana local, más conservadora que los inmigrantes del norte. Al menos setenta y un mil musulmanes, de ellos al menos cuarenta y nueve mil albaneses, abandonaron los nuevos condados serbios. La emigración, en algunos casos forzada, continuó durante los años siguientes. Los sustituyeron serbios, venidos tanto de los nuevos territorios búlgaros como del sanjacado de Novi Pazar y de Kososo, algunos también expulsados de sus hogares por la guerra. La guerra aumentó la violencia fronteriza y los desmanes de los albaneses contra la población serbia kosovar, que se redujo por la emigración, haciéndose minoritaria.

### Avances rusos en Bulgaria
El 4 de enero de 1878, los rusos conquistaron Sofía en su marcha hacia el sur. El 19 de enero, tras vencer los últimos obstáculos en Bulgaria, regimientos rusos entraron en Adrianópolis, a menos de 250 kilómetros de la propia Estambul. Ese mismo día comenzaron las negociaciones de paz ruso-turcas, después de que el zar rechazase la mediación británica. Sin progresos en las negociaciones, las fuerzas rusas siguieron su avance y el 30 de enero se hallaban frente a las últimas defensas de Estambul, la capital otomana, en la localidad de Çatalca, por lo que al día siguiente los otomanos solicitaron el armisticio.
Un contingente de soldados finlandeses, más de cuarenta mil soldados rumanos y brigadas voluntarias de la población búlgara local lucharon en la guerra del lado de los rusos. Para expresar su gratitud a la conducta del contingente finlandés, cuyo impacto fue desproporcionadamente mayor que su tamaño (poco menos de 900 hombres), el zar Alejandro II de Rusia dio el nombre al regimiento de «Batallón de los Viejos Guardias». Mantienen esa designación hasta el día de hoy.

## Intervienen las potencias
En febrero de 1878 los soldados rusos casi habían llegado a los suburbios de Estambul, pero, temiendo que la capital otomana cayera, el gobierno de Gran Bretaña envió una flota de la Royal Navy al Mar de Mármara para intimidar a Rusia y evitar que sus tropas entraran a la ciudad. Presionada por Gran Bretaña  para que negociase, y habiendo sufrido pérdidas enormes (algunos calculan que unos doscientos mil hombres), Rusia aceptó llegar a un arreglo con los otomanos que se plasmó en el Tratado de San Stefano (Ayastefanos Antlaşması en turco, un suburbio de la capital otomana) del 3 de marzo, por el cual el Imperio otomano reconocía la independencia de una gran Bulgaria.
Alarmadas por la extensión del poder ruso en los Balcanes y la visible debilidad del Imperio Otomano para defenderse ante un ataque de Rusia, las grandes potencias -especialmente Austria-Hungría y Gran Bretaña- modificaron el tratado de San Stefano en el Congreso de Berlín. Las conclusiones del congreso se plasmaron en el Tratado de Berlín del 13 de julio de 1878. En virtud de este se reconoció la independencia de Serbia, Rumanía y Montenegro, Austria-Hungría obtuvo el dominio de Bosnia-Herzegovina y del Sanjacado de Novi Pazar, el Reino Unido, Chipre, y Rusia, Besarabia. Las aspiraciones de los nacionalistas búlgaros a la creación de un gran "Estado búlgaro" independiente, sin embargo, quedaron frustradas. Los territorios que se les había otorgado en el tratado de San Stefano quedaron repartidos -según los acuerdos de Berlín- en tres unidades, pero ninguna de ellas era independiente de los otomanos. El Tratado de Berlín trató de fijar la situación en los Balcanes otorgando preponderancia en cualquier cambio a los deseos de las grandes potencias, cuyo poderío frustró temporalmente las ambiciones territoriales de las pequeñas naciones balcánicas, incapaces de enfrentarse por sí solas a las granes potencias.